# 耐甲氧西林金黄色葡萄球菌
耐甲氧西林金黄色葡萄球菌（英語：Methicillin-resistant Staphylococcus aureus）或多重抗藥金黄色葡萄球菌（Multiple-resistant Staphylococcus aureus），是金黃色葡萄球菌的一獨特菌株，對幾乎所有青霉素类抗生素具有抗藥性，包括甲氧西林（Methicillin）及其他抗β內醯胺酶的青黴素。MRSA首次發現於1961年的英國，現時已廣泛散播，被稱為「超級細菌」。

## 名稱釋疑
抗青黴素酶青黴素 （Penicillinase-resistant penicillin）是可抵抗青黴素酶分解的青黴素，甲氧西林（Methicillin）屬於當中最先被開發出來的一種，現因副作用太多不再使用；副作用較少的苯唑西林（Oxacillin）則是現今最常用的抗青黴素酶青黴素。
所以「抗甲氧西林金黃色葡萄球菌」(MRSA) 又可以稱為「抗苯唑西林金黃色葡萄球菌」（Oxacillin-resistant Staphylococcus aureus，簡稱ORSA）；相對地，其他非MRSA的金黃色葡萄球菌，有時被特稱為「甲氧西林敏感金黃色葡萄球菌」或是「苯唑西林敏感金黃色葡萄球菌」（methicillin-susceptible Staphylococcus aureus或Oxacillin-susceptible Staphylococcus aureus，簡稱MSSA或OSSA）。
雖然MRSA傳統上被視為是從醫院感染（Hospital-associated MRSA，簡稱HA-MRSA），但現時已有一種社區型的MRSA（Community-associated MRSA，簡稱CA-MRSA）。

## 簡介
金黃色葡萄球菌是一種在環境中極為普遍存在的細菌，據信全世界人口有約三分之一的體內帶有牠，而在一般的健康情況下並不會造成任何問題。過去，葡萄球菌只會在弄傷皮膚或傷口處造成感染。但由於過度使用抗生素的緣故，金黃色葡萄球菌的菌株已具抗藥性。若免疫系統出現弱點時，縱然沒有傷口亦可以導致抗藥性金黃色葡萄球菌感染。徵狀包括是癤，甚至出現壞死性筋膜炎。MRSA感染一般會使用萬古黴素來治療，但現時已發現對萬古黴素感受性下降的葡萄球菌。
MRSA的感染個案往往是起源於醫院或是體育館。很多專業運動員在體育館的更衣室內感染了MRSA。另外，於2006年6月22日，因54人在无执照紋身館感染MRSA，美國疾病控制與預防中心發出了因紋身爆發的MRSA感染警告。

## 微生物學
金黃色葡萄球菌的抗甲氧西林特性是因獲得稱為「SCCmec」的葡萄球菌盒式染色體，並由稱為「mecA」的基因所造成。這種基因會產生一種青黴素結合蛋白—PBP2a，PBP2a不容易跟β內醯胺環類藥物結合，使其殺菌力下降。
有些金黃色葡萄球菌的菌株會過度產生β內醯胺酶，縱然牠們是mecA陰性，仍會出現對苯唑西林及甲氧西林的抗藥性。它們的濃度略多於最低抑菌濃度及形成最低抗性。其他的菌株可以產生修改了的青黴素結合蛋白（非PBP2）及形成了對β內醯胺類抗生素不同的抗藥性。

## 死亡率
有報告指出在所有住院病人中，感染MRSA的病人的平均住院时间是其他病人的三倍，死亡率是其他病人的五倍。另有報告指感染MRSA的病人在感染30天內的死亡率是34%，而感染MSSA的病人死亡率卻相若，為27%。

## 臨床徵狀
金黃色葡萄球菌一般都是植菌在鼻前孔，可能會令呼吸道、傷口、靜脈導管及尿道的皮膚及軟組織感染，引致膿瘡、紅腫、發熱及流膿。
MRSA感染通常都是沒有徵狀的，而且可以維持長達數個星期至幾年的時間。感染病人的若免疫系統受損，相比起有徵狀的繼發感染病人，會有著更大的危險。

## 傳播途徑
抗藥性金黃色葡萄球菌感染主要透過直接傳播，身體接觸、皮膚有傷口、擠迫環境及個人衛生欠佳，亦有可能造成感染。而病患者的雙手若接觸過傷口及分泌物，有可能將病菌帶到身體其他部分。而健康人士亦可能成為帶菌者。

## 治療
萬古黴素（Vancomycin）及替考拉寧（Teicoplanin）是用來治療MRSA感染的糖肽類抗生素。替考拉寧是與萬古黴素在結構上同類及有著相似的抗菌性，但半衰期卻更長。兩種藥物的口服吸收都較低，所以都是以靜脈注射方式用藥。但偽膜性結腸炎（pseudomembranous colitis）是個例外，萬古黴素必須要經口服進入腸胃道來治療這種感染。
MRSA的幾種菌株都有抗藥性，甚至是萬古黴素及替考拉寧。那些新進化的MRSA稱為萬古黴素敏感性減低金黃色葡萄球菌（Vancomycin intermediate-resistant Staphylococcus aureus，簡稱VISA）。利奈唑胺（Linezolid）、奎奴普丁－達福普丁、達托黴素（daptomycin）及老虎黴素（Tigecycline）都是最近新進用作治療的藥物，一般用在對胜肽幾丁聚醣抗生素無效的嚴重感染上。較輕微的感染可以用口服的製劑來治療，包括利奈唑胺、立汎黴素（Rifampicin）及夫西地酸（Fusidic Acid）、原始黴素（Tilmicosin）、增效磺胺甲基異噁唑（甲氧芐啶和磺胺甲噁唑合劑）（SMZ-TMP）、脫氧羥四環黴素（Doxycycline）及克林黴素（Clindamycin）。
於2006年5月18日，默沙東藥廠刊登了一項研究，發現一種全新的抗生素稱為平板黴素（Platensimycin），能有效地殺死MRSA。
根據美國感染症協會的準則，治療MRSA菌血症的首選藥物為萬古黴素或達托黴素的單一療法，然而有研究指出，使用達托黴素加頭孢洛林的合併療法作為第一線治療手段，對於患者的預後較佳。

## 防止及控制感染
酒精是已證實是對MRSA有效的消毒劑。季銨鹽可以與酒精一併使用，以增加消毒的持久力。院內感染的防止需要定期的清洗。在二氧化碳內不可燃的酒精蒸氣系統或是次氯酸鈉都是經常被用來清除MRSA感染病房或植菌房間的。
2004年8月下旬，在抵抗MRSA的試驗計劃成功下，英國國家健康中心推行了一個運動。在病房內需要有含酒精的洗手液，以方便員工能經常洗手。若這運動能減低1%的感染，則可算是十分成功。美國疾病控制與預防中心亦有報告指單靠洗手這個運動，就已經每年能救回約30,000病人（不單是MRSA感染，亦包括其他院內感染）的性命。
直至1990年代，英國所實行的政策是立即隔離所有感染MRSA的病人，並替所有職員進行檢查及停工接受治療。但是數學模型顯示雖然有有效的檢查及隔離政策，仍有可能出現失去控制的感染情況。這種情況的出現是因植菌的病人回到社區後，令社區植菌病人的數量達至臨界，令該政策受到打擊。一些沒有受MRSA打擊的國家有荷蘭，她的成功是因嘗試根絕植菌的情況，而非感染的病發。對於受MRSA打擊的國家（如英國及美國而言，荷蘭的成功顯示英國所行的政策仍可以有效，但須在設備上作出更大的投資。其他的建議有使用所有可能的方式防止病人的重新感染等。

## 流行病學
約有5千3百萬人口相信是帶有MRSA。科學家估計約20億人口（全世界人口的25-30%）帶有葡萄球菌。
因為在醫院經常是以多種抗生素來治療囊腫性纖維化病人，他們多被MRSA植菌，從而提高了患上MRSA引起的肺炎風險。交叉感染的風險亦增加了使用隔離病房。病人接受氟喹諾酮是很容易受MRSA植菌的，這可能是因為一般運行的MRSA菌株都是帶抗氟喹諾酮性的，縱然病人已接受氟喹諾酮清理金黃色葡萄球菌，MRSA亦能植菌在病人身上。
在美國有在體育館內的更衣室爆發MRSA植菌及感染的個案，且有上升的趨勢。這些個案是透過皮膚接觸而感染。在小兒病房及育嬰室亦出現MRSA感染問題。
在使用靜脈注射藥物的人口中，MRSA所引起的感染，是所有金黃色葡萄球菌所引起的感染的20%。這些在醫院外的MRSA菌株，現被稱為社區型的MRSA（簡稱CA-MRSA），不單難以治療，更是帶有毒性的。CA-MRSA表面上不是在社區會自行進化的，而是一種由離開醫院環境的MRSA與在社區較易治療的生物混合而成。大部份混合菌株都帶有毒性，令牠們的感染侵害更猛烈，在輕微的抓傷及割傷下形成在深層組織的感染及致命肺炎等。
在2005年早期，在英國的因MRSA感染的死亡率約為每年3000個。葡萄球菌感染個案佔全國感染個案的一半。MRSA在醫院感染成為了一項政治議題，成為2005年英國大選的衛生政策的討論課題。
2005年夏天，荷蘭的研究員在三個豬農及他們的家人，連帶他們的豬隻發現MRSA的感染。內梅亨大學正在調查MRSA在豬隻的傳播，及會否成為一種動物病。
最近發現MRSA能在棘变形虫內進行複製，增加數目達至1000倍。由於棘变形虫可以製造在空氣中飄浮的包囊，牠成為可以在空氣中傳播MRSA的生物。至於是否在臨床環境控制棘变形虫對控制MRSA有所幫助，則有待進一步的研究證實。

### 菌株
在英國，最普遍的MRSA菌株是EMRSA15及EMRSA16。EMRSA16是最經常被提及，並源自於凱特靈。
在美國，社區型MRSA的傳染病是因CC8菌株ST8:USA300型所致，牠帶有mec IV的染色體、PV殺白細胞素及腸毒素Q與腸毒素K。其他社區型MRSA菌株包括有ST8:USA500型及ST59:USA1000型。
最普遍在美國的醫院型MRSA是CC30菌株ST36:USA200型，牠帶有SCCmec II的染色體、腸毒素A及中毒性休克症候群的毒素1基因。

## 內部連結
- 金黃色葡萄球菌

## 外部連結
- Susceptibility of methicillin-resistant Staphylococcus aureus to the essential oil of Melaleuca alternifolia （页面存档备份，存于）
- The effect of essential oils on methicillin-resistant Staphylococcus aureus
- MRSA Resources （页面存档备份，存于）
- 美國疾病控制與預防中心有關MRSA的文章 （页面存档备份，存于）
- CNN 2006年10月19日新聞 （页面存档备份，存于）